# Convocazioni al campionato mondiale femminile di pallavolo 2006
Elenco delle giocatrici convocate per il campionato mondiale 2006.

## Azerbaigian
| N° | Nome                | Ruolo | Data di nascita   | Squadra          |
| -- | ------------------- | ----- | ----------------- | ---------------- |
| -  | Faig Garayev        | All   | -                 | -                |
| 2  | Kseniya Kovalenko   | S     | 21 novembre 1986  | Azərreyl         |
| 4  | Oksana Parkhomenko  | P     | 28 luglio 1984    | Azərreyl         |
| 5  | Yelena Shabovta     | S     | 28 agosto 1969    | Beşiktaş         |
| 6  | Irina Siminyagina   | S     | 29 novembre 1984  | Azərreyl         |
| 7  | Yelena Parkhomenko  | C     | 11 settembre 1982 | Azərreyl         |
| 8  | Natavan Gasimova    | P     | 8 luglio 1985     | Azərreyl         |
| 9  | Natalya Mammadova   | S/O   | 2 dicembre 1984   | Voléro Zurigo    |
| 10 | Oksana Mammadyarova | S     | 6 aprile 1978     | Azərreyl         |
| 11 | Inessa Emeljanova   | C     | 17 gennaio 1972   | Balakovskaja AĖS |
| 12 | Valeriya Korotenko  | L     | 29 gennaio 1984   | Azərreyl         |
| 15 | Aynur Kərimova      | C     | 7 dicembre 1988   | Nəqliyyatçı      |
| 16 | Sabina Yarmammadova | -     | 6 aprile 1988     | Nəqliyyatçı      |

## Brasile
| N° | Nome                   | Ruolo | Data di nascita  | Squadra           |
| -- | ---------------------- | ----- | ---------------- | ----------------- |
| -  | José Roberto Guimarães | All   | 30 luglio 1954   | Unisul            |
| 1  | Walewska de Oliveira   | C     | 1º ottobre 1979  | Sirio Perugia     |
| 2  | Carolina Albuquerque   | P     | 25 luglio 1977   | Finasa            |
| 3  | Marianne Steinbrecher  | S     | 23 agosto 1983   | Finasa            |
| 4  | Paula Pequeno          | S     | 22 gennaio 1982  | Finasa            |
| 5  | Caroline Gattaz        | C     | 27 luglio 1981   | Finasa            |
| 7  | Hélia de Souza         | P     | 10 marzo 1970    | Sirio Perugia     |
| 9  | Fabiana Claudino       | C     | 24 gennaio 1985  | Rio de Janeiro    |
| 10 | Wélissa Gonzaga        | S     | 9 settembre 1982 | Rio de Janeiro    |
| 12 | Jaqueline de Carvalho  | S/O   | 31 dicembre 1983 | Rio de Janeiro    |
| 13 | Sheilla de Castro      | S     | 1º luglio 1983   | Robursport Pesaro |
| 14 | Fabiana de Oliveira    | L     | 7 marzo 1980     | Rio de Janeiro    |
| 17 | Renata Colombo         | S     | 25 febbraio 1981 | Rio de Janeiro    |

## Camerun
| N° | Nome                  | Ruolo | Data di nascita   | Squadra           |
| -- | --------------------- | ----- | ----------------- | ----------------- |
| -  | Peter Nonnenbroich    | All   | -                 | -                 |
| 1  | Rebecca Nkot          | S     | 10 agosto 1984    | La Rochelle       |
| 2  | Patricia Ngombi       | L     | 19 settembre 1976 | Beauvais          |
| 4  | Ruth Diboue           | C     | 15 maggio 1974    | Hainaut           |
| 5  | Marie-Thérèse Ombassa | S     | 12 settembre 1980 | Laon              |
| 6  | Marguerite Messina    | S     | 24 giugno 1974    | Saint-Chamond     |
| 7  | Nadine Ambatta        | S     | 18 febbraio 1978  | Neuville          |
| 8  | Danièle Minsili       | S     | 1º ottobre 1978   | Vandœuvre Nancy   |
| 9  | Rose Belenge          | P     | 30 giugno 1973    | Saint-Chamond     |
| 10 | Régine Ambassa        | C     | 4 dicembre 1974   | FAP               |
| 12 | Juliette Asta         | P     | 30 giugno 1982    | Bafia             |
| 14 | Antonia Ahone         | S     | 2 settembre 1983  | AES SONEL         |
| 15 | Viviane Bella         | C     | 22 marzo 1975     | Terville Florange |

## Cina
| N° | Nome         | Ruolo | Data di nascita   | Squadra  |
| -- | ------------ | ----- | ----------------- | -------- |
| -  | Zhonghe Chen | All   | -                 | -        |
| 1  | Wang Yimei   | S/O   | 11 gennaio 1988   | Liaoning |
| 2  | Feng Kun     | P     | 28 dicembre 1978  | Beijing  |
| 3  | Yang Hao     | S     | 21 marzo 1980     | Liaoning |
| 4  | Liu Yanan    | C     | 29 settembre 1980 | Liaoning |
| 5  | Chu Jinling  | S     | 29 luglio 1984    | Liaoning |
| 6  | Shan Li      | C     | 21 maggio 1980    | Tianjin  |
| 7  | Zhou Suhong  | S     | 23 aprile 1979    | Zhejiang |
| 11 | Li Juan      | S     | 15 maggio 1981    | Tianjin  |
| 12 | Nina Song    | P     | 7 aprile 1980     | Bayi     |
| 16 | Zhang Na     | L     | 19 aprile 1980    | Tianjin  |
| 17 | Xu Yunli     | C     | 2 agosto 1987     | Fujian   |
| 18 | Zhang Ping   | C     | 23 marzo 1982     | Tianjin  |

## Corea del Sud
| N° | Nome           | Ruolo | Data di nascita  | Squadra           |
| -- | -------------- | ----- | ---------------- | ----------------- |
| -  | Kim Myeong-soo | All   | -                | -                 |
| 4  | Kim Sa-nee     | P     | 21 giugno 1981   | KT&G Ariels       |
| 5  | Nam Jie-youn   | L     | 25 maggio 1983   | GS Caltex         |
| 7  | Han Yoo-mi     | S     | 5 febbraio 1982  | Hyundai Green Fox |
| 9  | Kim Ji-hyun    | C     | 10 ottobre 1984  | Korea Expressway  |
| 10 | Kim Yeon-koung | S     | 26 febbraio 1988 | JT Marvelous      |
| 11 | Han Soo-ji     | P     | 1º febbraio 1989 | Hyundai Green Fox |
| 12 | Han Song-yi    | S     | 5 settembre 1984 | Pink Spiders      |
| 13 | Jung Dae-young | C     | 12 agosto 1981   | GS Caltex         |
| 14 | Hwang Youn-joo | S     | 13 agosto 1986   | Pink Spiders      |
| 15 | Kim Se-young   | C     | 4 giugno 1981    | KT&G Ariels       |
| 16 | Kim Hae-ran    | L     | 16 marzo 1984    | Korea Expressway  |
| 18 | Bae Yoo-na     | S     | 30 novembre 1989 | GS Caltex         |

## Costa Rica
| N° | Nome               | Ruolo | Data di nascita   | Squadra       |
| -- | ------------------ | ----- | ----------------- | ------------- |
| -  | Braulio Godínez    | All   | -                 | -             |
| 1  | Dionicia Thompson  | P     | 9 giugno 1978     | Desamparados  |
| 2  | Irene Fonseca      | C     | 10 ottobre 1985   | Desamparados  |
| 3  | Silvia Marin       | L     | 6 agosto 1979     | Desamparados  |
| 4  | Ingrid Morales     | S     | 29 maggio 1975    | Goicoechea    |
| 5  | Karen Cope         | S     | 6 novembre 1985   | UCR           |
| 6  | Ángela Willis      | S     | 26 gennaio 1977   | USA           |
| 9  | Verania Willis     | S     | 23 settembre 1979 | USA           |
| 10 | Paola Ramírez      | C     | 23 febbraio 1987  | Desamparados  |
| 11 | Onikha Pinnock     | -     | 13 maggio 1984    | Desamparados  |
| 14 | Johana Moore       | C     | 10 marzo 1978     | Desamparados  |
| 15 | Catalina Fernández | C     | 12 dicembre 1986  | UCR           |
| 17 | Marianela Alfaro   | L     | 28 marzo 1985     | Santa Bárbara |

## Cuba
| N° | Nome             | Ruolo | Data di nascita  | Squadra        |
| -- | ---------------- | ----- | ---------------- | -------------- |
| -  | Luis Calderón    | All   | -                | -              |
| 1  | Yumilka Ruiz     | S     | 8 maggio 1977    | Camagüey       |
| 2  | Yanelis Santos   | P/O   | 30 marzo 1986    | Ciego de Ávila |
| 3  | Nancy Carrillo   | C     | 11 gennaio 1986  | Ciudad Habana  |
| 4  | Yenisei González | C     | 22 agosto 1983   | Ciudad Habana  |
| 6  | Daimí Ramírez    | P/O   | 8 ottobre 1983   | Ciudad Habana  |
| 7  | Lisbet Arredondo | L     | 22 novembre 1987 | Villa Clara    |
| 8  | Yaima Ortíz      | L     | 9 novembre 1981  | Ciudad Habana  |
| 9  | Rachel Sánchez   | C     | 9 gennaio 1989   | Pinar del Río  |
| 11 | Liana Mesa       | S     | 26 dicembre 1977 | Camagüey       |
| 12 | Rosir Calderón   | S     | 28 dicembre 1984 | Ciudad Habana  |
| 14 | Kenia Carcaces   | S     | 22 gennaio 1986  | Holguín        |
| 18 | Zoila Barros     | C     | 16 agosto 1976   | Ciudad Habana  |

## Egitto
| N° | Nome                   | Ruolo | Data di nascita   | Squadra  |
| -- | ---------------------- | ----- | ----------------- | -------- |
| -  | Andres Martinez        | All   | -                 | -        |
| 1  | Sherihan Abd El Fattah | S     | 25 settembre 1986 | Al-Ahly  |
| 3  | Menna Mohamed          | C     | 1º gennaio 1988   | El Shams |
| 4  | Miral Abdelkader       | P     | 16 novembre 1983  | Al-Ahly  |
| 6  | Samar Ebeid            | C     | 17 ottobre 1985   | El Shams |
| 8  | Dina Youssef           | S     | 28 febbraio 1985  | El Shams |
| 9  | Yosra Selim            | P     | 11 aprile 1981    | Al-Ahly  |
| 10 | Engy El Shamy          | C     | 6 settembre 1987  | El Shams |
| 12 | Sara Ali               | L     | 1º settembre 1982 | Al-Ahly  |
| 13 | Marwa Abd El Razek     | S     | 2 agosto 1989     | Al-Ahly  |
| 14 | Hagar Maged            | C     | 1º settembre 1988 | Al-Ahly  |
| 15 | Mona Badawy            | S     | 16 gennaio 1982   | Al-Ahly  |
| 16 | Nada Nassef            | S     | 11 novembre 1990  | Al-Ahly  |

## Germania
| N° | Nome                | Ruolo | Data di nascita  | Squadra    |
| -- | ------------------- | ----- | ---------------- | ---------- |
| -  | Giovanni Guidetti   | All   | -                | -          |
| 1  | Atika Bouagaa       | S     | 22 maggio 1982   | Münster    |
| 2  | Kathleen Weiß       | P     | 2 febbraio 1984  | Schweriner |
| 3  | Tanja Hart          | P     | 24 gennaio 1974  | Münster    |
| 4  | Kerstin Tzscherlich | L     | 15 febbraio 1978 | Dresdner   |
| 6  | Christina Benecke   | C     | 14 ottobre 1974  | Fischbek   |
| 8  | Cornelia Dumler     | S     | 22 gennaio 1982  | Forlì      |
| 11 | Christiane Fürst    | C     | 29 marzo 1985    | Dresdner   |
| 12 | Cathrin Schlüter    | C     | 8 settembre 1980 | Schweriner |
| 15 | Angelina Grün       | S/O   | 2 dicembre 1979  | Bergamo    |
| 16 | Margareta Kozuch    | S     | 30 ottobre 1986  | Fischbek   |
| 17 | Birgit Thumm        | S     | 3 luglio 1980    | Vilsbiburg |
| 18 | Corina Ssuschke     | C     | 5 maggio 1983    | Dresdner   |

## Giappone
| N° | Nome               | Ruolo | Data di nascita   | Squadra             |
| -- | ------------------ | ----- | ----------------- | ------------------- |
| -  | Shoichi Yanagimoto | All   | -                 | -                   |
| 3  | Yoshie Takeshita   | P     | 18 marzo 1978     | JT Marvelous        |
| 5  | Miyuki Takahashi   | S     | 25 dicembre 1978  | Vicenza             |
| 6  | Kaoru Sugayama     | L     | 26 dicembre 1978  | JT Marvelous        |
| 7  | Makiko Horai       | C     | 6 gennaio 1979    | JT Marvelous        |
| 9  | Sachiko Sugiyama   | C     | 19 ottobre 1979   | NEC Red Rockets     |
| 10 | Midori Takahashi   | P     | 10 marzo 1980     | Toyota Queenseis    |
| 11 | Erika Araki        | C     | 3 agosto 1984     | Toray Arrows        |
| 12 | Saori Kimura       | S     | 19 agosto 1986    | Toray Arrows        |
| 14 | Shuka Oyama        | S     | 25 settembre 1980 | Hisamitsu Springs   |
| 15 | Mari Ochiai        | S     | 4 gennaio 1982    | Hisamitsu Springs   |
| 16 | Akiko Ino          | L     | 28 settembre 1986 | Hitachi Sawa Rivale |
| 17 | Yuki Ishikawa      | C     | 26 aprile 1987    | JT Marvelous        |

## Italia
| N° | Nome                | Ruolo | Data di nascita   | Squadra            |
| -- | ------------------- | ----- | ----------------- | ------------------ |
| -  | Massimo Barbolini   | All   | 29 agosto 1964    | Sirio Perugia      |
| 1  | Serena Ortolani     | S/O   | 7 gennaio 1987    | Bergamo            |
| 2  | Simona Rinieri      | S     | 1º settembre 1977 | Robursport Pesaro  |
| 3  | Elisa Togut         | S/O   | 14 maggio 1978    | Giannino Pieralisi |
| 5  | Sara Anzanello      | C     | 30 luglio 1980    | Asystel            |
| 6  | Valentina Fiorin    | S     | 9 ottobre 1984    | Chieri             |
| 7  | Martina Guiggi      | C     | 1º maggio 1984    | Robursport Pesaro  |
| 8  | Stefania Dall'Igna  | P     | 22 novembre 1984  | Vicenza            |
| 9  | Nadia Centoni       | S/O   | 19 giugno 1981    | Club Padova        |
| 10 | Paola Paggi         | C     | 6 dicembre 1976   | Bergamo            |
| 12 | Francesca Piccinini | S     | 10 gennaio 1979   | Bergamo            |
| 14 | Eleonora Lo Bianco  | P     | 22 dicembre 1979  | Bergamo            |
| 17 | Paola Cardullo      | L     | 18 marzo 1982     | Asystel            |

## Kazakistan
| N° | Nome                | Ruolo | Data di nascita  | Squadra |
| -- | ------------------- | ----- | ---------------- | ------- |
| -  | Shapran Vyacheslav  | All   | -                | -       |
| 1  | Natalya Rykova      | C     | 29 marzo 1980    | -       |
| 4  | Olga Karpova        | C     | 10 giugno 1980   | -       |
| 5  | Yuliya Kutsko       | S     | 18 aprile 1980   | -       |
| 6  | Olga Nassedkina     | C     | 28 dicembre 1982 | -       |
| 7  | Olga Kubassevich    | -     | -                | -       |
| 8  | Korinna Ishimtseva  | P     | 8 febbraio 1984  | -       |
| 9  | Xeniya Ilyuchshenko | P     | 29 maggio 1979   | -       |
| 10 | Yelena Ezau         | L     | 9 marzo 1893     | -       |
| 11 | Olga Grushko        | S     | 7 aprile 1976    | -       |
| 13 | Yelena Pavlova      | S     | 12 dicembre 1978 | -       |
| 16 | Inna Matveyeva      | S     | 12 ottobre 1978  | Ereğli  |
| 17 | Xeniya Imangaliyeva | S     | 24 maggio 1981   | -       |

## Kenya
| N° | Nome                | Ruolo | Data di nascita  | Squadra               |
| -- | ------------------- | ----- | ---------------- | --------------------- |
| -  | Sadatoshi Sugawara  | All   | -                | -                     |
| 1  | Jane Wacu           | P     | 24 marzo 1985    | Kenya Prisons         |
| 4  | Doris Palanga       | S     | 2 gennaio 1982   | Kenya Commercial Bank |
| 5  | Lucy Chege          | C     | 15 novembre 1976 | Kenya Pipeline        |
| 6  | Catherine Wanjiru   | S     | 7 agosto 1978    | Kenya Pipeline        |
| 7  | Jannet Wanja        | P     | 24 febbraio 1984 | Kenya Pipeline        |
| 8  | Mildred Amoyi       | L     | 17 gennaio 1980  | Kenya Commercial Bank |
| 9  | Dorcas Ndasaba      | S     | 31 marzo 1971    | Kenya Commercial Bank |
| 11 | Jackline Barasa     | C     | 25 dicembre 1979 | Kenya Commercial Bank |
| 12 | Lydia Maiyo         | S     | 3 novembre 1988  | Kenya Prisons         |
| 13 | Leonidas Kamende    | S     | 28 agosto 1979   | Kenya Pipeline        |
| 15 | Brackcides Khadambi | C     | 14 maggio 1984   | Kenya Prisons         |
| 16 | Judith Tarus        | L     | 26 giugno 1986   | Kenya Prisons         |

## Messico
| N° | Nome              | Ruolo | Data di nascita  | Squadra             |
| -- | ----------------- | ----- | ---------------- | ------------------- |
| -  | Orlando Samuels   | All   | -                | -                   |
| 1  | Yendy Cortinas    | S     | 4 luglio 1892    | Coahuila            |
| 2  | Migdalel Ruiz     | S     | 3 marzo 1983     | Tigrillas UANL      |
| 3  | Celida Cordova    | L     | 1º agosto 1980   | Durango             |
| 4  | Selena Barajas    | P     | 22 gennaio 1982  | Colima              |
| 5  | Nancy Ortega      | -     | 31 marzo 1990    | Baja California     |
| 7  | Bibiana Candelas  | C     | 2 dicembre 1983  | Southern California |
| 10 | Martha Revuelta   | -     | 6 settembre 1986 | Linces UVM          |
| 11 | Blanca Chan       | S     | 26 luglio 1981   | Sinaloa             |
| 12 | Claudia Rogriguez | C     | 10 agosto 1981   | Linces UVM          |
| 13 | Mariana Lopez     | P     | 30 agosto 1985   | Distrito Federal    |
| 14 | Alejandra Acosta  | -     | 1º luglio 1986   | Jalisco             |
| 17 | Zaira Orellana    | -     | 3 maggio 1989    | Jalisco             |

## Paesi Bassi
| N° | Nome               | Ruolo | Data di nascita | Squadra       |
| -- | ------------------ | ----- | --------------- | ------------- |
| -  | Avital Selinger    | All   | -               | -             |
| 1  | Kim Staelens       | P     | 7 gennaio 1982  | Martinus      |
| 4  | Chaïne Staelens    | S     | 7 novembre 1980 | Martinus      |
| 5  | Sanna Visser       | S     | 2 maggio 1984   | -             |
| 6  | Mirjam Orsel       | C     | 1º aprile 1978  | Pollux        |
| 8  | Alice Blom         | S     | 7 aprile 1980   | Busto Arsizio |
| 9  | Floortje Meijners  | S     | 16 gennaio 1987 | Martinus      |
| 10 | Janneke van Tienen | L     | 29 maggio 1979  | Martinus      |
| 11 | Caroline Wensink   | C     | 4 agosto 1984   | Münster       |
| 12 | Manon Flier        | S/O   | 8 febbraio 1984 | Martinus      |
| 14 | Riëtte Fledderus   | P     | 18 ottobre 1977 | Airone        |
| 15 | Ingrid Visser      | C     | 4 giugno 1977   | Tenerife      |
| 16 | Debby Stam         | S     | 24 luglio 1984  | Martinus      |

## Perù
| N° | Nome               | Ruolo | Data di nascita  | Squadra                   |
| -- | ------------------ | ----- | ---------------- | ------------------------- |
| -  | Carlos Aparicio    | All   | -                | -                         |
| 1  | Sara Joya          | C     | 22 febbraio 1976 | Polisan Değirmendere      |
| 2  | Mirtha Uribe       | C     | 12 marzo 1985    | A Pinguela                |
| 3  | Veronica Contreras | P     | 8 giugno 1977    | A Pinguela                |
| 4  | Patricia Soto      | S     | 10 febbraio 1980 | Schwechat Post            |
| 5  | Vanessa Palacios   | L     | 3 luglio 1984    | Sanse                     |
| 6  | Carla Tristan      | S     | 29 gennaio 1988  | Alianza Lima              |
| 7  | Yulissia Zamudio   | S     | 24 marzo 1976    | Circolo Sportivo Italiano |
| 8  | Milagros Moy       | S     | 17 ottobre 1975  | Albacete                  |
| 9  | Natalia Romanova   | -     | 12 novembre 1972 | Regatas Lima              |
| 10 | Leyla Chihuán      | C     | 4 settembre 1975 | Diego Porcelos            |
| 11 | Luren Baylon       | S     | 14 agosto 1977   | Ciutadella                |
| 14 | Elena Keldibekova  | P     | 23 giugno 1974   | Regatas Lima              |

## Polonia
| N° | Nome                 | Ruolo | Data di nascita   | Squadra       |
| -- | -------------------- | ----- | ----------------- | ------------- |
| -  | Ireneusz Kłos        | All   | -                 | -             |
| 1  | Katarzyna Skowrońska | C     | 30 giugno 1983    | Vicenza       |
| 2  | Mariola Barbachowska | L     | 3 luglio 1982     | PTPS          |
| 4  | Izabela Bełcik       | P     | 29 novembre 1980  | Muszynianka   |
| 6  | Anna Podolec         | S/O   | 30 ottobre 1985   | BKS           |
| 10 | Joanna Podoba        | S     | 17 febbraio 1977  | Muszynianka   |
| 11 | Sylwia Pycia         | C     | 20 aprile 1981    | AZS Białystok |
| 12 | Natalia Bamber       | S     | 24 febbraio 1982  | -             |
| 13 | Milena Rosner        | S     | 4 gennaio 1980    | Muszynianka   |
| 14 | Maria Liktoras       | C     | 20 febbraio 1975  | -             |
| 15 | Katarzyna Skorupa    | P     | 16 settembre 1984 | BKS           |
| 17 | Kamila Frątczak      | S     | 25 novembre 1979  | Airone        |
| 19 | Paulina Maj          | L     | 22 marzo 1987     | BKS           |

## Porto Rico
| N° | Nome                | Ruolo | Data di nascita   | Squadra               |
| -- | ------------------- | ----- | ----------------- | --------------------- |
| -  | Juan Carlos Núñez   | All   | -                 | -                     |
| 1  | Xaimara Colón       | L     | 11 settembre 1988 | Gigantes de Carolina  |
| 3  | Vilmarie Mojica     | P     | 13 agosto 1985    | Pinkin de Corozal     |
| 4  | Tatiana Encarnación | S     | 28 luglio 1985    | Gigantes de Carolina  |
| 5  | Saraí Álvarez       | S     | 3 aprile 1986     | Indias de Mayagüez    |
| 6  | Yarleen Santiago    | L     | 18 gennaio 1978   | Gigantes de Carolina  |
| 8  | Eva Cruz            | S     | 22 gennaio 1974   | Valencianas de Juncos |
| 9  | Áurea Cruz          | S     | 10 gennaio 1982   | Llaneras de Toa Baja  |
| 11 | Karina Ocasio       | S     | 8 gennaio 1985    | Valencianas de Juncos |
| 14 | Glorimar Ortega     | P     | 21 novembre 1983  | Gigantes de Carolina  |
| 16 | Alexandra Oquendo   | C     | 3 febbraio 1984   | Criollas de Caguas    |
| 17 | Sheila Ocasio       | C     | 17 novembre 1982  | Valencianas de Juncos |
| 18 | Jetzabel Del Valle  | C     | 19 dicembre 1979  | Criollas de Caguas    |

## Rep. Dominicana
| N° | Nome                | Ruolo | Data di nascita  | Squadra             |
| -- | ------------------- | ----- | ---------------- | ------------------- |
| -  | Miguel Cruz         | All   | -                | -                   |
| 1  | Annerys Vargas      | C     | 7 agosto 1981    | Vaqueras de Bayamón |
| 3  | Yudelkys Bautista   | C     | 5 dicembre 1974  | Las Palmas          |
| 5  | Evelyn Carrera      | L     | 5 ottobre 1971   | Leonas de Ponce     |
| 6  | Carmen Caso         | L     | 29 novembre 1981 | Mirador             |
| 9  | Nuris Arias         | S     | 20 maggio 1973   | Mirador             |
| 10 | Milagros Cabral     | S     | 17 ottobre 1978  | Leonas de Ponce     |
| 11 | Juana González      | P     | 3 gennaio 1979   | Modeca              |
| 12 | Karla Echenique     | P     | 16 maggio 1986   | Mirador             |
| 13 | Cindy Rondón        | C     | 12 novembre 1987 | Club Padova         |
| 14 | Prisilla Rivera     | S/O   | 29 dicembre 1984 | Los Prados          |
| 15 | Cosiri Rodríguez    | S/O   | 30 agosto 1977   | Las Palmas          |
| 18 | Bethania de la Cruz | S     | 13 maggio 1987   | Mirador             |

## Russia
| N° | Nome               | Ruolo | Data di nascita   | Squadra            |
| -- | ------------------ | ----- | ----------------- | ------------------ |
| -  | Giovanni Caprara   | All   | 7 novembre 1962   | -                  |
| 1  | Maria Borodakova   | C     | 8 marzo 1986      | Dinamo Mosca       |
| 2  | Ol'ga Pal'čikova   | C     | 25 luglio 1983    | Dinamo Mosca       |
| 4  | Marija Maslakova   | S     | 12 giugno 1980    | Stinol             |
| 5  | Ljubov' Sokolova   | S/O   | 4 dicembre 1977   | Giannino Pieralisi |
| 6  | Elena Godina       | S     | 17 settembre 1977 | Chieri             |
| 7  | Natal'ja Safronova | S     | 6 febbraio 1979   | Dinamo Mosca       |
| 9  | Svetlana Krjučkova | L     | 21 febbraio 1985  | Stinol             |
| 11 | Ekaterina Gamova   | S/O   | 17 ottobre 1980   | Dinamo Mosca       |
| 12 | Marina Šešenina    | P     | 26 giugno 1985    | Uraločka           |
| 16 | Julija Merkulova   | C     | 17 febbraio 1984  | Dinamo Krasnodar   |
| 17 | Natal'ja Kulikova  | S     | 12 maggio 1982    | Samorodok          |
| 18 | Marina Akulova     | P     | 13 dicembre 1985  | Samorodok          |

## Serbia e Montenegro
| N° | Nome                | Ruolo | Data di nascita | Squadra            |
| -- | ------------------- | ----- | --------------- | ------------------ |
| -  | Zoran Terzić        | All   | -               | -                  |
| 1  | Jelena Nikolić      | S     | 14 aprile 1982  | Toray Arrows       |
| 2  | Aleksandra Ranković | C     | 8 luglio 1980   | Gaziantep Şahinbey |
| 3  | Ivana Ðerisilo      | S/O   | 8 agosto 1983   | Vicenza            |
| 5  | Nataša Krsmanović   | C     | 19 giugno 1985  | Voléro Zurigo      |
| 6  | Jovana Brakočević   | S/O   | 5 marzo 1988    | Poštar             |
| 7  | Brižitka Molnar     | S     | 28 luglio 1985  | Metal Galați       |
| 9  | Jovana Vesović      | S     | 21 giugno 1987  | -                  |
| 10 | Maja Ognjenović     | P     | 6 agosto 1984   | Stella Rossa       |
| 11 | Vesna Čitaković     | C     | 3 febbraio 1979 | Münster            |
| 13 | Maja Simanić        | P     | 8 febbraio 1980 | Gaziantep Şahinbey |
| 15 | Anja Spasojević     | S     | 4 luglio 1983   | Asystel            |
| 18 | Suzana Ćebić        | L     | 9 novembre 1984 | -                  |

## Stati Uniti
| N° | Nome              | Ruolo | Data di nascita   | Squadra       |
| -- | ----------------- | ----- | ----------------- | ------------- |
| -  | Lang Ping         | All   | 10 dicembre 1960  | -             |
| 2  | Danielle Scott    | C     | 1º ottobre 1972   | Chieri        |
| 3  | Tayyiba Haneef    | S     | 23 marzo 1979     | Stati Uniti   |
| 5  | Sarah Drury       | L     | 17 giugno 1981    | Stati Uniti   |
| 7  | Heather Bown      | C     | 29 novembre 1978  | Airone        |
| 8  | Katherine Wilkins | S     | 10 maggio 1982    | -             |
| 9  | Jennifer Joines   | C     | 23 novembre 1982  | Stati Uniti   |
| 10 | Therese Crawford  | S     | 26 agosto 1976    | Virtus Roma   |
| 11 | Robyn Ah Mow      | P     | 15 settembre 1975 | Voléro Zurigo |
| 12 | Nancy Meendering  | S     | 12 novembre 1978  | Eczacıbaşı    |
| 15 | Nicole Davis      | L     | 24 aprile 1982    | Stati Uniti   |
| 16 | Lindsey Hunter    | P     | 30 marzo 1984     | -             |
| 18 | Cassandra Busse   | S/O   | 15 gennaio 1982   | -             |

## Taipei cinese
| N° | Nome           | Ruolo | Data di nascita   | Squadra    |
| -- | -------------- | ----- | ----------------- | ---------- |
| -  | Lin Kuang-hung | All   | -                 | -          |
| 1  | Yeh Hui-hsuan  | S     | 24 aprile 1988    | Chung Shan |
| 2  | Lin Chun-yi    | C     | 26 settembre 1983 | TPEC       |
| 3  | Chen Hui-chen  | P     | 23 aprile 1988    | NKNU       |
| 6  | Chen Mei-ching | C     | 19 maggio 1985    | NTNU       |
| 7  | Kou Nai-han    | S     | 21 marzo 1982     | TPEC       |
| 8  | Chiu Wen-ying  | L     | 10 aprile 1988    | NKNU       |
| 9  | Chen Shu-li    | S     | 28 dicembre 1977  | TPEC       |
| 10 | Szu Hui-fang   | S     | 29 gennaio 1984   | NTNU       |
| 11 | Lin Ching-i    | S     | 20 novembre 1985  | NTNU       |
| 13 | Tseng Hua-yu   | C     | 6 ottobre 1986    | NTNU       |
| 15 | Wu Hsiao-li    | P     | 11 ottobre 1983   | NTNU       |
| 16 | Juan Pei-chi   | L     | 10 agosto 1983    | NTNU       |

## Turchia
| N° | Nome                 | Ruolo | Data di nascita  | Squadra      |
| -- | -------------------- | ----- | ---------------- | ------------ |
| -  | Resat Yaziciogullari | All   | -                | -            |
| 1  | Bahar Mert           | P     | 13 dicembre 1975 | Eczacıbaşı   |
| 2  | Gülden Kayalar       | L     | 5 dicembre 1980  | Eczacıbaşı   |
| 4  | Özlem İşseven        | C     | 1º gennaio 1972  | Dinamo Mosca |
| 5  | Aysun Özbek          | C     | 18 marzo 1977    | VakıfBank GS |
| 7  | Natalia Hanikoğlu    | S     | 23 giugno 1975   | Dinamo Mosca |
| 9  | Deniz Hakyemez       | S     | 3 febbraio 1983  | VakıfBank GS |
| 10 | Gözde Kırdar         | S     | 26 giugno 1985   | VakıfBank GS |
| 12 | Esra Gümüş           | S     | 2 ottobre 1982   | Eczacıbaşı   |
| 14 | Elif Ağca            | P     | 10 febbraio 1984 | VakıfBank GS |
| 15 | Eda Erdem            | C     | 22 febbraio 1987 | Beşiktaş     |
| 16 | Seda Tokatlıoğlu     | S/O   | 26 giugno 1986   | Fenerbahçe   |
| 17 | Neslihan Demir       | S/O   | 9 dicembre 1983  | VakıfBank GS |